# Seljuk
Seljuk, anche Seldjuk, Seldjuq, Seljuq (in turco Selçuk; in arabo سلجوق‎?; ... – Jand?, 1009 circa), fu il capostipite dei Turchi Selgiuchidi.
Seljuk era uno dei Bey ("signori") dei turchi Kınık, una delle nove tribù che formavano la confederazione turca degli Oghuz. Era figlio del capo Duqaq Timuryaligh (Duqaq "dall'arco di ferro").
Intorno al 985, a causa di una lite con il suo signore, lo yabġu degli Oghuz, sübašı Seljuk e la sua gente si allontanarono dall'area controllata dagli Oghuz, compresa tra il Mar Caspio ed il Lago d'Aral, e si stanziarono presso la riva destra del fiume Syr Darya, a Jand, probabilmente in prossimità dell'attuale città di Qyzylorda (Kazakistan), dove incontrarono dei missionari musulmani che diffusero l'Islam tra le loro genti.
L'onomastica chiaramente desunta dalla Bibbia dei quattro figli di Seljuk lascia comunque supporre che Seljuk abbia avuto contatti con la comunità ebraica di Khazan o con esponenti del Nestorianesimo e non solo con missionari musulmani. Secondo la tradizione, Seljuk morì intorno al 1009 all'età di incirca 107 anni. Gli succedette il figlio Arslan Isra'il.